# 卡尔斯鲁厄足球俱乐部
卡尔斯鲁厄足球俱乐部注册协会（德語：Karlsruher Fußball Verein e. V.，简称卡尔斯鲁厄FV）是德国巴登-符腾堡州城市卡尔斯鲁厄的一个足球俱乐部，成立于1891年11月17日。1894年初，它与该市的首个足球俱乐部——国际卡尔斯鲁厄1889（International FC 1889 Karlsruhe）合并。在第一次世界大战前，卡尔斯鲁厄FV是德国足坛的顶级球队之一，曾夺得1次德国足球冠军（1910年）和2次亚军（1905年及1912年）。经过曲折的历史，俱乐部于2004年因财务原因而暂停比赛运营，并摈弃了位于赫茨街的经营场所。自2007年夏季起，卡尔斯鲁厄FV再次参加由巴登足球协会主办的低级别赛事。